# Morócz István
Martosi Morócz István (Ludas, Heves vármegye, 1816. december 25. – Budapest, 1881. október 10.) királyi tanácsos, gazdasági egyesületi titkár és író, az MTA levelező tagja.

## Életpályája
Édesapja gazdatiszt volt Ludason. Morócz a gimnáziumot Gyöngyösön végezte el, a bölcseleti tanfolyamra Pestre ment, ahol az egyetem orvosi karán kitűnő eredménnyel befejezte tanulmányait és 1846. december 16-án orvosdoktori oklevelet nyert. Már mint orvosnövendék és készülő orvos nagy előszeretettel foglalkozott a természettudományokkal és azok között főként a mezőgazdaság segédtantárgyaival.
Tanulmányai alatt két évig (1841–1842) segédje volt Pólya József orvosnak, aki ez időben Budapesten a Városliget mellett magán-elmegyógyintézetet tartott fenn, de már eközben elkezdett foglalkozni a mezőgazdasági irodalommal és cikkeket írni a Magyar Gazdába. Így került kapcsolatba Török Jánossal, a Magyar Gazdasági Egyesület akkori titoknokával és a Magyar Gazda szerkesztőjével, amely egész életpályájára meghatározó befolyást gyakorolt. Török legelőször 1844-ben a szerkesztőségbe vette őt, 1845. december 31-én pedig titoknoki segédként alkalmazta. A Magyar Gazdasági Egyesület egyik fő célja volt a gazdasági tanintézet felállítása; 1845-ben a tanerők kiképeztetése céljából az egyesület kebelében segélyező egyesület alakult. Ezzel egyetértve az ismeretterjesztő szakosztály 1846. április 18-án tartott gyűlése ajánlatára az igazgató választmány április 26-án Moróczot választotta a vegy- és műtanra tanárjelöltül. Morócz ezt a nyarat még az egyesület titoknoksegédi hivatalában töltötte, kiképeztetésének tökéletesítése végett decemberben külföldre, mindenekelőtt Berlinbe utazott. Itt a vegytanban Eilhard Mitscherlich és Gustav Rose, a technológiában Heinrich Gustav Magnus és Schubardt tanárok előadásait hallgatta. Azután a gazdasági viszonyokkal s gazdálkodási módokkal megismerkedés tekintetéből beutazta Poroszországot, majd Hollandiát és Belgiumot.
Az 1848-as eseményekre júliusban ő is hazasietett és hadi orvosként lépett a haza szolgálatába. Kezdetben a nógrádi nemzetőri zászlóaljnál nyert alkalmazást, majd a kápolnai csata után dandárfőorvossá nevezték ki, a nagysallói ütközet után pedig a VII. hadtestnél Pöltenberg Ernő mellett hadtörzskari főorvossá léptették elő. Ebben az állásban a szabadságharc végéig megmaradt és a fegyverletétel után Aradról 1849 szeptember végével szabadult. Nehány havi bujdosás után 1850 elején került ismét Pestre, ahol a Korizmics László által akkoriban megindított Gazdasági Lapoknál szerkesztősegédként dolgozott. Ezzel ismét kapcsolatba került a Magyar Gazdasági Egyesülettel, amelynek 1851. január 9. és 10-én tartott szervezkedő gyűlésén előadóvá és ideiglenes pénztárnokká választották, 1854-ben pedig titkárrá léptették elő. Innentől részt vett az egyesület minden működésében, fejlesztésében, emelésében egész haláláig.
A Magyar Tudományos Akadémia 1858. december 15-én levelező tagjává választotta. Mint titoknoknak, hivatalos kötelessége volt a közgyűlési, választmányi és szakosztályi jegyzőkönyvek vezetése, azután az emlékiratok és előterjesztések szerkesztése. Azonban nemcsak mint titoknok, hanem több alkalommal mint pénztárnok is szolgálta az egyesületet, különösen 1878-tól haláláig a pénztárnoki pozíciót is betöltötte. 1851-től 1859-ig az országos szőlőiskola igazgatói teendőit is ő látta el. Nagy súlyt fektetett a gyakorlati szőlészetben kivált a fajták elkülönítésre és „fajbortermelésre”. Kistétényi szőlőjét e rendszer szerint alkotta újra és jó hírű pincét is teremtett. Az egyesületi téren szerzett érdemeiért az országos megyei és vidéki gazdasági egyesületek közül több tiszteleti tagsággal, Hajdúböszörmény városa díszpolgársággal, a király és a kormány 1868. április 23-án a Ferenc József-rend lovagkeresztjével, 1880-ban pedig az egyesület 50 éves örömünnepe alkalmából királyi tanácsossággal tüntette ki.
A politikai és közgazdasági téren is vannak érdemei. Mivel a kormánypárthoz tartozott, városrészében, a budapesti Ferencvárosban rendesen ő volt a választási elnök, 1865-től pedig fővárosi képviselőbizottsági tag volt. A gazdasági egyesület alapvagyona 1848. március 18-ai kimutatás szerint már 183 715 pengőforint; az egyesület évi bevétele pedig 23 797 pengőforint volt. 1862-ben 1221 volt a tagok száma és 1866-ban csak alapító tag 514 volt, 171 000 forintot meghaladó alaptőkével. Az egyesület fölvirágzását különösen gazdasági kiállítással is igyekezett emelni, így az 1857. június hóban; azután 1858-ban, 1859-ben és 1860-ban részleges kiállításokkal, gép- és ekeversenyekkel. 1865-ben ismét rendezett kiállítást, melyet a király is meglátogatott. Az ismeretterjesztés gyarapítására 1857-től számos pályakérdést is tűztek ki, melyek közül több eredményt is elért. Morócznak ebben nem kis érdeme volt. Az egyesület közleményeiben, kiadásában megkezdték Békés- Csanádmegyével Magyarország földtani leírásának sorozatát, valamint jószágismertetések és birtokleírások is születtek. 1862-ben a londoni, 1863-ban a hamburgi világ-, 1866-ban a bécsi birodalmi, 1867-ben ismét a párizsi világkiállításon magyar részről közreműködött, és állandó tudósításokat adott róluk. Új országos szőlőiskolát és abban vincellérképezdét alapított. Meghalt 1881. október 10-én Budapesten. A Magyar Tudományos Akadémián 1882. március 21-én Galgóczy Károly tartott fölötte emlékbeszédet.
Sírja a Kerepesi temető 7. parcellájában volt, felszámolták.

## Elismerései
- A Magyar Tudományos Akadémia 1858-ban levelező tagjává választotta,
- több vidéki egyesület tiszteletbeli tagjává választotta,
- a király 1868-ban a Ferenc József-renddel tüntette ki és 1880-ban, az egyesület 50 éves jubileuma alkalmából királyi tanácsosi címmel ruházta fel.

## Művei
- Az alkalmazott vegytan történeti vázlata. Pest, 1846. (Orvosdoktori disszertációja. Latin címmel is.)
- Mezei gazdaság könyve. Stephens Henry «The book of the farm» c. munkája nyomán a hazai körülményekhez alkalmazva kiadják Korizmics László, Benkő Dániel és Morócz István. Pest, 1855–58. Öt kötet.
- Jegyzéke a magyar gazdasági egyesület köztelkén 1857. június 6-10. napjain rendezett általános gazdasági kiállítás tárgyainak. Pest, 1857.
- Tájékozás a magyar gazdasági egyesület által 1860. jún. 2. Tótmegyeren rendezendő eke- és szántás-verseny alkalmára. Az igazgató választmány f. év márc. 22. üléséből. Pest, 1860.
- Denkschrift des ungarischen Landes-Agrikulturvereins in Angelegenheit der ungar. Eisenbahnen. Mit einer Karte. Pest, 1862. (Névtelenül. Franciául is. Pest, 1862.).
- Notizen über die wichtigsten landwirthschaftlichen Erzeugnisse Ungarns. Pest, 1863.
- A magyar bortermesztők és az országos magyar gazdasági egyesület szölőmívelési szakosztálya 1816. nov. 13. tartott közös értekezletének jegyzőkönyve. Pest, 1866.

Külföldi útjáról „Kalászok utamból” cím alatt adott számot a Magyar Gazdában. Részt vett a Gazdasági Kis Tükör szerkesztésében és Korizmics Lászlóval és Benkő Dániellel szövetkezve, Stephens Henri The book of the farm című kétkötetes angol munkájának a hazai körülményekre való alkalmazásában, amelyet szerzők hét kötetben adtak ki az 1855. évtől fogva.